# Вправність... і як її придбати
«Вправність... і як її придбати» (англ. The Knack ...and How to Get It) — британська кінокомедія 1965 року, поставлена режисером Річардом Лестером за п'єсою Енн Джелліко. Фільм здобув Золоту пальмову гілку 18-го Каннського кінофестивалю 1965 року та номінувався на Золотого ведмедя на 15-му Берлінському кінофестивалі .

## Сюжет
Сором'язливий шкільний учитель на ім'я Колін хоче навчитися «знімати» дівчат і вирішує звернутися за допомогою до свого сусіда Толена, професіонала в цій справі. Проте не побачивши для себе нічого корисного в порадах останнього, Колін вирішує спершу роздобути собі більше ліжко. На його пошуки він вирушає разом з новим, третім уже сусідом на ім'я Том. Дорозі вони зустрічають Ненсі Джонс, яка щойно приїхала до міста і шукає де б зупинитися. Кожен з хлопців вирішує позалицятися до неї, запросивши прогулятися з ними містом. Коли ж ця весела трійця прибуває додому до Коліна і Тома, там їх чекає неочікуваний і неприємний сюрприз — «бабій» Толен, побачивши Ненсі, вирішує також не залишатися осторонь і скористатися своїми навичками.

## В ролях
| Рита Ташінгем  | ···· | Ненсі Джонс              |
| Рей Брукс      | ···· | Толен                    |
| Майкл Кроуфорд | ···· | Колін                    |
| Донал Доннеллі | ···· | Том                      |
| Вільям Декстер | ···· | власник крамниці одягу   |
| Чарльз Дайєр   | ···· | чоловік біля фото-стенда |
| Марго Томас    | ···· | учителька                |
| Гелен Леннокс  | ···· | дівчина біля фото-стенда |

## Визнання
| Нагороди та номінації фільму «Вправність... і як її придбати» | Нагороди та номінації фільму «Вправність... і як її придбати» | Нагороди та номінації фільму «Вправність... і як її придбати»            | Нагороди та номінації фільму «Вправність... і як її придбати» | Нагороди та номінації фільму «Вправність... і як її придбати» | Нагороди та номінації фільму «Вправність... і як її придбати» |
| Рік                                                           | Кінофестиваль/кінопремія                                      | Категорія/нагорода                                                       | Номінант                                                      | Результат                                                     |                                                               |
| ------------------------------------------------------------- | ------------------------------------------------------------- | ------------------------------------------------------------------------ | ------------------------------------------------------------- | ------------------------------------------------------------- | ------------------------------------------------------------- |
| 1965                                                          | 18-й Каннський міжнародний кінофестиваль                      | Золота пальмова гілка                                                    | Вправність                                                    | Перемога                                                      |                                                               |
| 1965                                                          | 18-й Каннський міжнародний кінофестиваль                      | Технічний Гран-прі                                                       | Річард Лестер                                                 | Перемога                                                      |                                                               |
| 1965                                                          | Берлінський міжнародний кінофестиваль                         | Золотий ведмідь                                                          | Вправність... і як її придбати                                | Номінація                                                     |                                                               |
| 1966                                                          | Золотий глобус                                                | Найкращий англомовний зарубіжний фільм                                   | Вправність... і як її придбати                                | Номінація                                                     |                                                               |
| 1966                                                          | Золотий глобус                                                | Найкраща акторка — Музичний фільм/Кінокомедія                            | Рита Ташінгем                                                 | Номінація                                                     |                                                               |
| 1966                                                          | Премія BAFTA                                                  | Найкращий британський фільм                                              | Вправність... і як її придбати                                | Номінація                                                     |                                                               |
| 1966                                                          | Премія BAFTA                                                  | Найкращий фільм з будь-якої країни                                       | Вправність... і як її придбати                                | Номінація                                                     |                                                               |
| 1966                                                          | Премія BAFTA                                                  | Найкраща британська акторка                                              | Рита Ташінгем                                                 | Номінація                                                     |                                                               |
| 1966                                                          | Премія BAFTA                                                  | Найкращий британський сценарій                                           | Чарльз Вуд                                                    | Номінація                                                     |                                                               |
| 1966                                                          | Премія BAFTA                                                  | Найкращий британський оператор (чорно-білий фільм)                       | Девід Воткін                                                  | Номінація                                                     |                                                               |
| 1966                                                          | Премія BAFTA                                                  | Найкращий актор-початківець у головній ролі                              | Майкл Кроуфорд                                                | Номінація                                                     |                                                               |
| 1966                                                          | Гран-прі Союзу кінокритиків Бельгії                           | Гран-прі Союзу кінокритиків Бельгії                                      | Вправність... і як її придбати                                | Перемога                                                      |                                                               |
| 1966                                                          | Кіножурналісти Мексики                                        | Срібна Богиня найкращій іноземній акторці                                | Рита Ташінгем                                                 | Перемога                                                      |                                                               |
| 1966                                                          | Гільдія сценаристів Великої Британії                          | Видатна британська кінокомедія                                           | Вправність... і як її придбати                                | Перемога                                                      |                                                               |
| 1966                                                          | Гільдія сценаристів Великої Британії                          | Найкращий британський документальний фільм або короткометражний сценарій | Чарльз Вуд                                                    | Перемога                                                      |                                                               |